# Randolfe Rodrigues
Randolfe Rodrigues, né le 6 novembre 1972 à Garanhuns, est un professeur et un homme politique brésilien. Il est sénateur depuis le 1er février 2011 et chef du gouvernement Lula III au Congrès depuis le 1er janvier 2023.
Diplômé en histoire de l'université fédérale d'Amapá (pt), il se politise au sein du mouvement étudiant, avant de débuter son parcours politique. Il a été député de l'État d'Amapá entre 1999 et 2007. En 2010, il est élu sénateur, étant le plus voté de l'État et le plus jeune de cette législature.

## Biographie

### Enfance et éducation
Randolph Frederich Rodrigues Alves, son nom de naissance, est né à Garanhuns, dans l'état de Pernambouc, le 6 novembre 1972. Il est le fils du syndicaliste Januário Martins et de l'enseignante Lusmar Rodrigues Peixoto Alves À l'âge de huit ans, il a déménagé avec sa famille dans l'État d'Amapá.
Il est diplômé en histoire de l'université fédérale d'Amapá (pt) et en droit de la même université. Il est également diplômé d'une maîtrise en politiques publiques de l'université fédérale du Ceará. À l'université fédérale d'Amapá, il est professeur de droit constitutionnel et professeur suppléant d'histoire.

### Parcours politique

#### Député de l'État
En 1990, il rejoint le Parti des travailleurs (PT). Il est élu député d'État d'Amapá avec 1 756 voix, il est réélu en 2002 avec 4 657 voix. Lorsqu'il s'est impliqué en politique,  il a supprimé le « ph » et a adopté le nom de Randolfe.
En 2005, il décide de quitter le PT et rejoint le nouveau Parti socialisme et liberté (PSOL), une scission plus à gauche du PT. L'année suivante, en 2006, il se représente comme député d'État, mais il n'est pas réélu.
Deux ans plus tard, en 2008, il est candidat aux élections municipales de Macapá en 2008 (pt), se présentant en tant que vice-maire avec Camilo Capiberibe (pt) (PSB. À l'issue du deuxième tour, le duo allié n'est pas élu, perdant face à Roberto Góes (pt) (PDT).

#### Sénateur

##### Sénateur élu avec le PSOL
Lors des Élections parlementaires brésiliennes de 2010 (pt), il est candidat au Sénat fédéral dans l'État d'Amapá avec le PSOL. Il est largement élu avec 203 259 voix, le candidat ayant obtenu le plus de voix dans l'État.
Lors de l'élection, il est également le plus jeune sénateur de la 54e législature. Au cours de sa première année de mandat, il était candidat à la présidence du Sénat en 2011, lorsqu'il a obtenu seulement huit voix et a été battu par le président de l'époque José Sarney.

##### Rapporteur du projet de loi sur l'impôt sur le revenu et second échec à la présidence du Sénat
En 2012, il propose, en tant que rapporteur, un projet de loi qui établit la perception de l'impôt sur le revenu pour les capitaux étrangers entrant dans le pays et profitent de t'aux d'intérêts élevés.

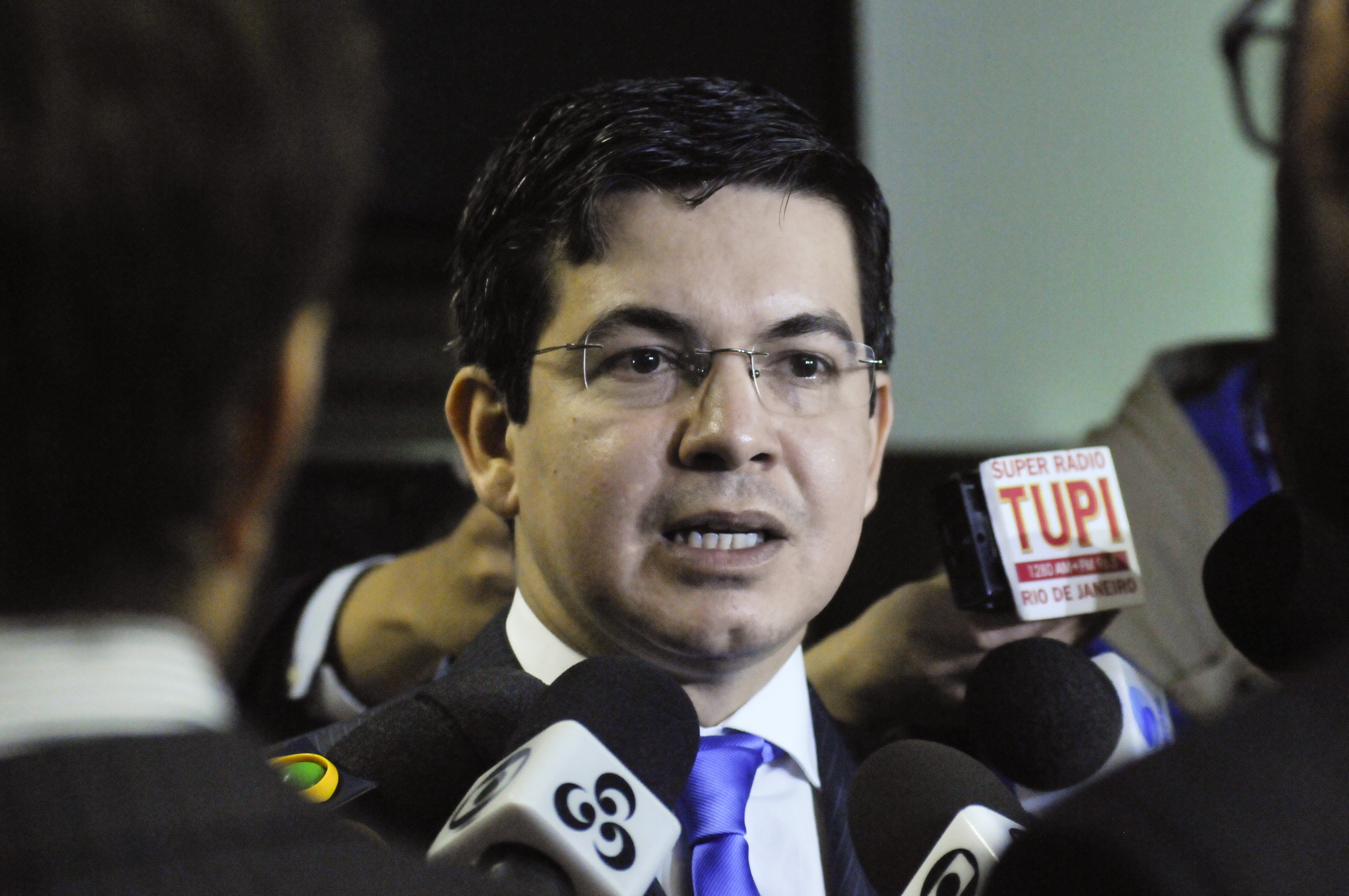
Randolfe Rodrigues en 2015.

La même année, il est rapporteur et défend le projet de statut de la Jeunesse, qui établit la nécessité du développement des politiques publiques et créé le Système national de la Jeunesse. Il garantit des droits tels que le demi-tarif et la demi-entrée aux événements culturels, sportifs et du divertissement, en plus de définir un pourcentage de 30% du Fonds national de la culture pour des projets destinés à la jeunesse.
En janvier 2013, il à nouveau candidat à la présidence du Sénat lors d'une élection face à Renan Calheiros. Cependant, à la veille de l'élection, il retire sa candidature et soutien Pedro Taques (pt) (PDT).
Lors du mouvement protestataire de 2013 au Brésil, il signe une une note commune des parlementaires du PSOL soutenant les protestations et appelant à des réponses concrètes de la part du gouvernement. Dans cette note, il juge les réponses proposées par la présidente Dilma Rousseff encore insuffisantes et défend la réaffectation des ressources prévues pour payer la dette publique, affirmant que ces sommes devraient être allouées aux budgets de l'État et des municipalités, notamment en vue aux investissements dans la santé, l'éducation et les transports, principales thématiques des protestations.
L'année suivante, il est nommé candidat du PSOL à l'élection présidentielle de 2014, mais il refuse cette dernière et se retire quelques jours avant la ratification de sa candidature par le congrès du parti. Il est remplacé par Luciana Genro.
Tandis que Randolfe Rodrigues, au sein de PSOL, défendait la candidature interne du député de l'État de Rio de Janeiro Marcelo Freixo, et a regretté de ne pas avoir réussi à unifier le parti. Lors de l'élection, il annonce son soutien à la candidature de Marina Silva (PSB, à l'époque) et non celle de Luciana Genro (PSOL), il est accusé par la candidate du PSOL d'avoir été « séduit par une proposition électoralement plus viable ».

##### Opposition à la destitution de Dilma Rousseff et figure de l'opposition contre Bolsonaro au Sénat

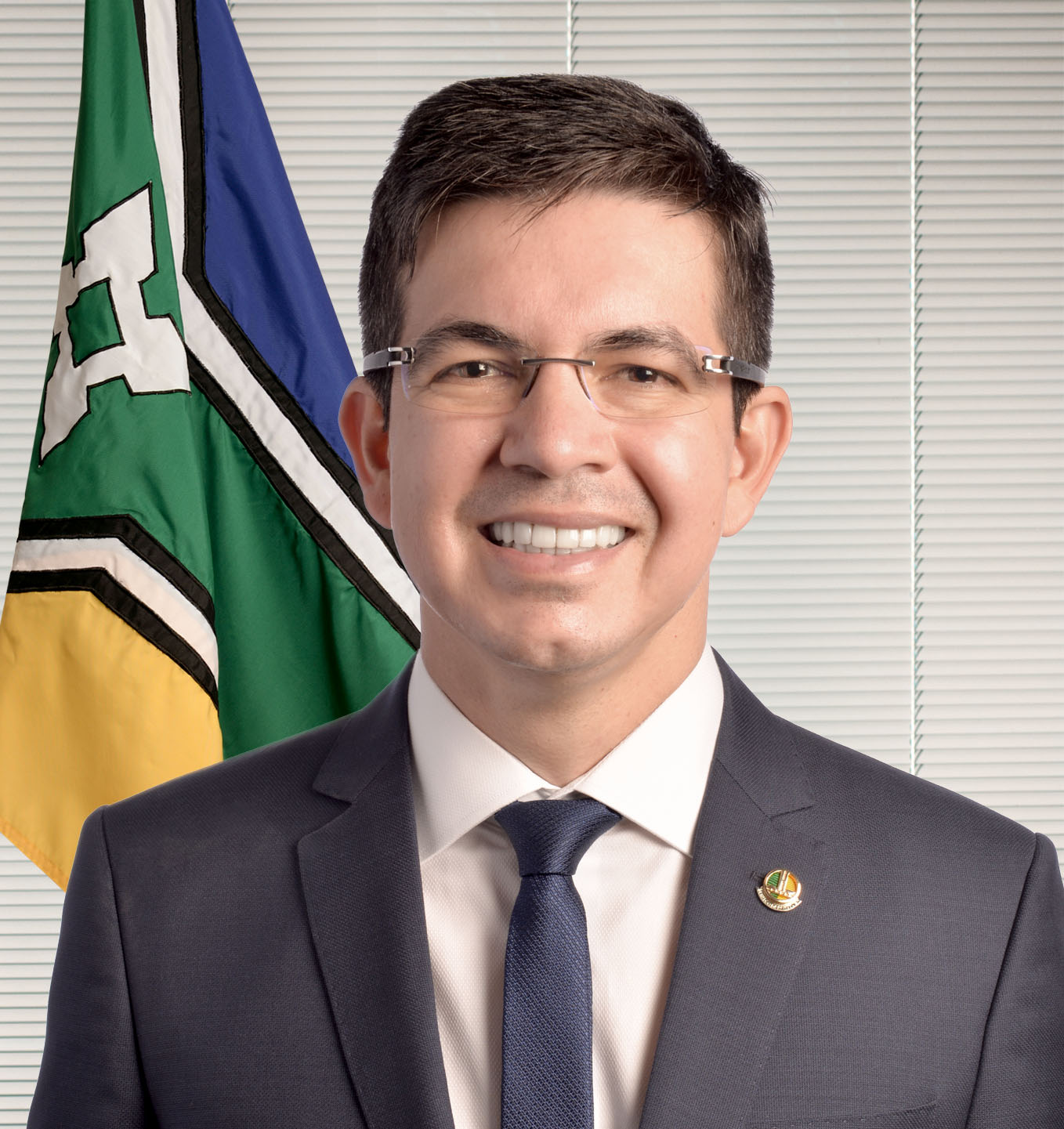
Le sénateur Randolfe Rodrigues en 2019.

En septembre 2015, après dix ans d'appartenance partisane, il quitte le Parti socialisme et liberté (PSOL) et a rejoint le parti de centre-gauche et écologiste Réseau autosuffisant (pt)(REDE), après l'enregistrement du parti par le Tribunal supérieur électoral,.
En 2016, il est opposé à la procédure de destitution de Dilma Rousseff. Après le vote de cette dernière, il est l'un des co-signataires, avec plusieurs sénateurs, d'un projet de loi visant à organiser de nouvelles élections présidentielles en octobre 2016.
Après l'élection de Jair Bolsonaro à la présidence de la République, il devient le Chef de la minorité au Sénat en février 2019, une fonction qui lui permet de coordonné plusieurs partis de gauche au Sénat (le PSB, le PDT, le PPS et Rede). 

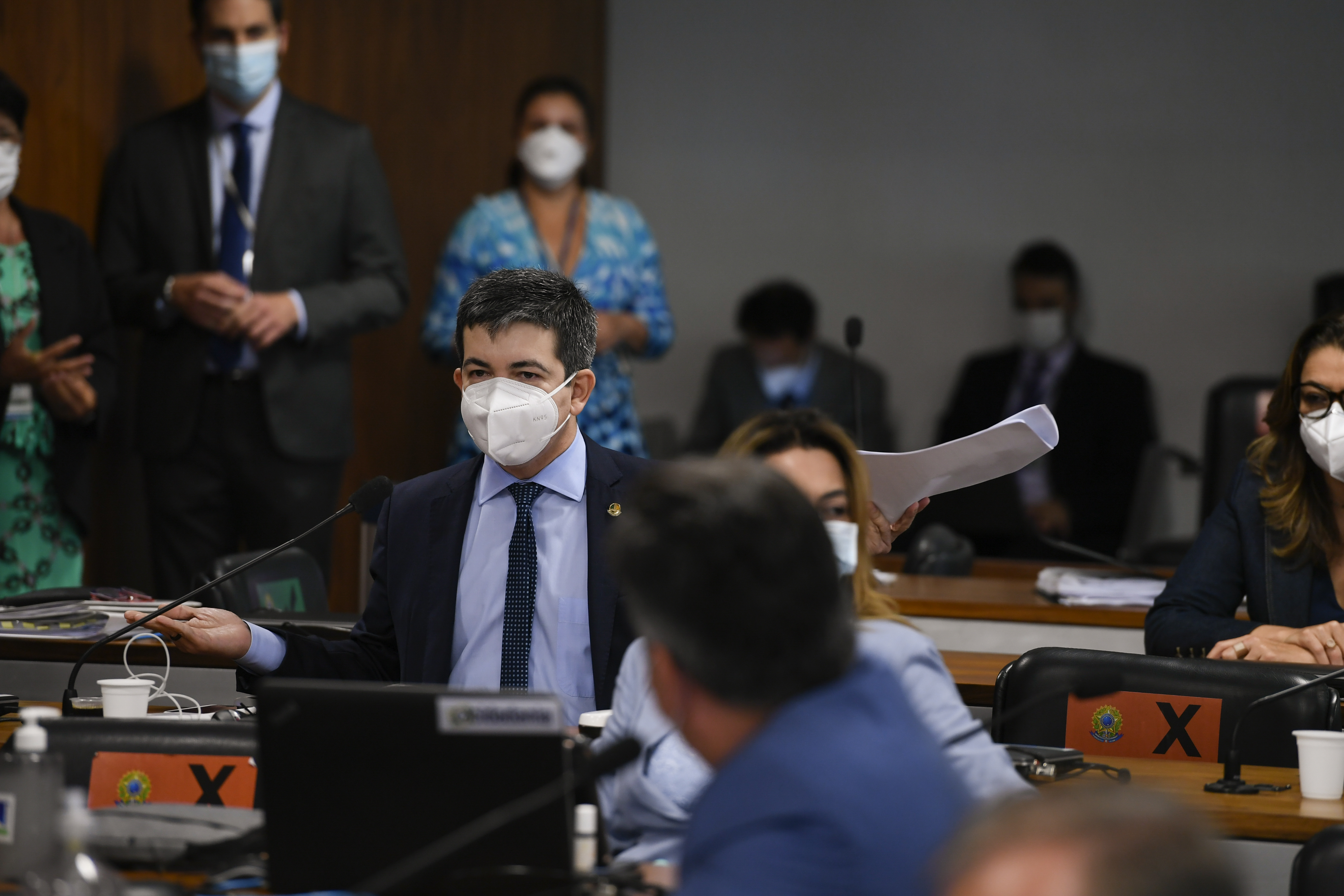
Randolfe Rodrigues lors de la commission d'enquête sur le COVID-19 en mai 2021.

Le 4 février 2021, dans le contexte de la pandémie de Covid-19 au Brésil, Randolfe Rodrigues dépose une demande de commission d'enquête parlementaire pour enquêter sur les dépenses et les omissions ou erreurs du gouvernement Bolsonaro. Randolfe Rodrigues est élu vice-président le 27 avril 2021. Entre avril et octobre 2021, après la création de la commission, il assure la vice-présidence de cette dernière. Il participe à la commission d'enquête, qui révèle le négationnisme et les preuves de corruption du gouvernement. L'année suivante, il dépose une demande de création d'une commission d'enquête pour enquêter sur les allégations de corruption passive et de trafic d'influence au sein du ministère de l'Éducation. 

##### Chef du gouvernement Lula au Congrès, départ de REDE et retour au PT
En décembre 2022, après la victoire de Luiz Inácio Lula da Silva à l'l'élection présidentielle d'octobre 2022, Randolfe Rodrigues est nommé Chef du troisième gouvernement de Lula au Congrès national. Il prend ses fonctions le 1er janvier 2023.
En mai 2023, Randolfe Rodrigues quitte le parti du Réseau autosuffisant (pt), en raison du refus de la ministre de l'Environnement Marina Silva, figure du parti, d'autoriser la recherche de pétrole dans son état, l'Amapá. Dès l'annonce de son départ, le PT se dit près à l'accueillir, puisque le parti négocie son ralliement depuis janvier 2023.
Néanmoins, pendant plusieurs mois, le sénateur hésite entre le MDB, le PT, le PSB et le PDT. Après plusieurs mois, Randolfe Rodrigues annonce le lundi 18 décembre 2023, lors d'une cérémonie de remise du programme "Minha Casa, Minha Vida" à Macapá (Amapá), accompagné de Lula et Davi Alcolumbre (pt), qu'il rejoint à nouveau le Parti des travailleurs.

## Distinctions

### Décoration étrangère
- Chevalier de la Légion d'honneur (2021)[23],[24]